# Frank Donck
Frank Donck (Aalter, 30 april 1965) is een Belgisch ondernemer en bestuurder.

## Levensloop

### Familie en studies
Frank Donck is een zoon van Josef Donck, stichter en voorzitter van de zuivelgroep Comelco, die uitgroeide tot de grootste van België. In 1991 werd Comelco aan het Nederlandse Campina verkocht. De familie Donck investeerde hun deel van de opbrengst in vastgoed en de Almanij-holding.
Hij studeerde rechten aan de Rijksuniversiteit Gent en financieel management aan het Instituut Professor Vlerick voor Management in Gent.
In 1994 kocht Donck samen met Marc Santens de Damme Golf & Country Club in Damme, die op de rand van de afgrond stond. Donck is voorzitter van de golfclub.
Hij is een neef van Luc Vandenbulcke, CEO van DEME.

### Carrière
Donck was van 1988 tot 1992 docent corporate finance aan de Vlerick School voor Management. Later werd hij lid van de raad van bestuur van de businesschool en in oktober 2014 werd hij er vicevoorzitter.

### 3d
Donck begon zijn loopbaan in 1989 als beleggersmanager bij Investco (later KBC Private Equity). Sinds 1998 staat hij aan het hoofd van de familiale investeringsvennootschap 3d investors, die hij in 1992 samen met Luc Desimpel, broer van Aimé Desimpel, oprichtte. Hiermee investeerde hij in vastgoed en verschillende ondernemingen.
In 1997 nam 3d een belang van 9,57% in de holding Atenor, later als vastgoedbedrijf actief. In 2006 verwierp de Luxemburgse holding Luxempart van 3d en de overige referentieaandeelhouders een belang van 10% in Atenor. In 2018 verkocht Sofinim (Ackermans & van Haaren) haar belang van 10,53% aan de overige referentieaandeelhouders: CEO Stéphan Sonneville, 3d, Luxempart en Alva (Aldo Vastapane). In 2021 verkochten Alva en Luxempart hun belangen aan Sonneville en 3d.
In februari 2020 kocht hij samen met Vic Swerts (Soudal) via 3d Investors een belang van 25% in het entertainmentbedrijf Studio 100.
In januari 2021 kocht Donck met 3d Real Estate de voormalige drukkerij van de Nationale Bank van België.

### Bestuursmandaten
Donck is tevens voorzitter van de raad van bestuur van vastgoedgroep Atenor, waarvan 3d referentieaandeelhouder is, en lid van de raden van bestuur van bank en verzekeraar KBC Groep en investeringsholding Luxempart (sinds 2020). Hij is tevens lid van de Commissie Corporate Governance en senior advisor van EQT. Hij is voormalig bestuurder van groente- en fruitbedrijf Greenyard en het orkest Le Concert Olympique (2010-2017).
Hij was vanaf 2004 voorzitter van de raad van bestuur van telecommunicatiebedrijf Telenet, tot Bert De Graeve hem in 2014 opvolgde.
Donck was onafhankelijk bestuurder van netbeheerder Elia. De Commissie voor de Regulering van de Elektriciteit en het Gas (CREG) startte in mei 2017 een onderzoek naar zijn onafhankelijkheid. Via zijn investeringsvennootschap 3d had hij Pauwels Consulting, een belangrijke toeleverancier van Elia, overgenomen. 3d was ook aandeelhouder van de holding Ackermans & van Haaren, terwijl baggeraar DEME, een dochteronderneming van Ackermans & van Haaren, betrokken was bij de bouw van windmolenparken op zee. Bovendien sponsorde Elia de Vlerick Business School, waar Donck bestuurder was. De CREG zag echter geen belangenvermenging in zijn positie. In mei 2021 nam hij ontslag als bestuurder van Elia.
Eind 2014 werd hij voorzitter van de raad van bestuur van de Duitse kabelgroep Tele Columbus. In 2019 nam hij er ontslag.
In september 2021 volgde Donck Charles Beauduin op als voorzitter van de raad van bestuur van technologiebedrijf Barco, waarvan hij sinds april 2015 bestuurder was. Beauduin werd in september 2024 terug voorzitter, waarna Donck bestuurder bleef.
In 2024 volgde hij Thomas Leysen als voorzitter van de Topstukkenraad op.